# Proteste in der Mongolei 2022
Am 4. Dezember 2022 begannen Massenproteste und Unruhen in der mongolischen Hauptstadt Ulaanbaatar. Der Grund für den Protest war ein Korruptionsskandal mit einem Diebstahl von Kohle im Wert von 12,9 Milliarden Dollar.

## Hintergrund
Lokale Medien berichteten, dass die Ursache für zivile Unzufriedenheit die Beteiligung vieler Politiker am Diebstahl von Exportkohle war. Laut inoffiziellen Daten wurden angeblich etwa 6,5 Millionen Tonnen Kohle aus der Mongolei gestohlen. Es wurde auch darauf hingewiesen, dass in China, diejenigen, die am Diebstahl von Kohle aus der Mongolei beteiligt waren, hingerichtet wurden und dass China eine Liste mit den Namen der an diesem Fall beteiligten mongolischen Beamten schickte. Die Demonstranten forderten, dass ihre Namen bekannt gegeben werden. Chischgeegiin Njambaatar, der Minister für Justiz und Inneres der Mongolei sagte, dass die Regierung über diplomatische Kanäle bei den Pekinger Behörden um Zusammenarbeit mit der chinesischen Staatsanwaltschaft zur Untersuchung des Falles von Kohlediebstahl beantragt habe.
Die Mongolei exportierte bis zu 86 Prozent ihrer Waren nach China, wobei mehr als die Hälfte dieses Volumens auf Kohle entfiel. Der Wert der Kohleexporte aus der Mongolei stieg in den ersten 9 Monaten des Jahres 2022 auf 4,5 Milliarden Dollar.

## Chronik

### 4. Dezember
Die Demonstranten versammelten sich am Sonntag, den 4. Dezember draußen am Regierungspalast Ulaanbaatars und forderte die Namen von Beamten, die angeblich 44 Billionen Tugrik (12,8 Milliarden Dollar) Staatseinnahmen aus Kohleexporten in den letzten zwei Jahren stahlen. Mehrere Demonstranten hielten Nationalflaggen und Plakate mit der Innenschrift: „Hört auf, die Menschen auszurauben“ oder „Hört auf zu essen, wenn du an meine Zukunft denkst“. Mehrere hundert Demonstranten beschlossen, den Protest am Montag fortzusetzen und sagten, sie würden „den ganzen Weg gehen“.
In der drittgrößten mongolischen Stadt, Darchan forderten die Menschen auch, dass die Namen der Kohlediebe bekannt gegeben und ihr Eigentum beschlagnahmt wird. Am Sonntag marschierten Demonstranten durch die Stadt und sangen Slogans wie „Vereint euch gegen die Diebe“. Die Demonstranten glaubten, dass die Rechte und Freiheiten der Bürger, die in der Verfassung verankert sind, zunehmend eingeschränkt würden und sich ihr Leben jeden Tag verschlechtern würde.

### 5. Dezember
Am Montag, den 5. Dezember versuchten Demonstranten, in den Regierungspalast in Ulaanbaatar einzubrechen. Weihnachtsbäume wurden verbrannt. Der Süchbaatar-Platz und die Friedensallee wurden kurzzeitig von Demonstranten. Die Demonstranten zogen auch in Richtung der Residenz des Premierministers, aber die Polizei blockierte den Weg dorthin.
Die mongolischen Behörden sagten, sie hätten eine Arbeitsgruppe für den Dialog mit den Demonstranten eingerichtet.
Es wurde berichtet, dass die Regierung der Mongolei die Situation dreimal diskutierte und ein „Sonderregime“ in Bezug auf das staatliche Kohleunternehmen Erdenes Tawantolgoi CK (ETT CK) eingeführt hat. Der Minister für wirtschaftliche Entwicklung ernannte fünf ehemalige Direktoren des Unternehmens zu Verdächtigen beim Diebstahl von Kohle.
Die US-Botschaft in der Mongolei reagierte auf die Proteste, indem sie die US-Bürger aufforderte, Demonstrationen und überfüllte Orte zu vermeiden.
Lokale Medien schrieben, dass vier Sicherheitsbeamte des Regierungspalastes verletzt wurden und zwei Demonstranten während des Angriffs ebenfalls verletzt wurden. Die Behörden kündigten eine energische Zerstreuung der Demonstration an, wenn sich die Demonstranten nicht bis 22:00 Uhr Ortszeit zerstreuten.